# Kristina Bergstrand
Margit Anna Kristina „Krickan“ Bergstrand (* 4. Oktober 1963 in Stockholm) ist eine ehemalige schwedische Eishockeynationalspielerin.

## Karriere
Auf Vereinsebene spielte sie zwischen 1988 und 1998 für den Nacka HK und wurde mit diesem 1988, 1989, 1990, 1991, 1992, 1993, 1994, 1996 und 1998 Schwedischer Meister. Anschließend wechselte sie zu Mälarhöjden/Bredäng Hockey und gewann dort fünf weitere Meistertitel (1999, 2000, 2001, 2002, 2003).
Mit 14 gewonnenen Meistertiteln ist sie Rekordmeisterin Schwedens.

### International
Kristina Bergstrand vertrat Schweden bei den Frauen-Europameisterschaften 1989 und 1991. 1991 wurde sie in das All-Star-Team des Turniers gewählt und war mit 8 Toren und 12 Assists in fünf Spielen zusammen mit Marianne Ihalainen Topscorerin des Turniers. Schweden gewann dabei die Silbermedaille hinter Finnland. Darüber hinaus spielte Bergstrand bei den Weltmeisterschaften der Frauen 1990, 1992, 1994, 1997, 2000 und 2001. Beim ersten Fraueneishockeyturnier der olympischen Geschichte 1998 in Nagano vertrat sie ebenfalls ihr Heimatland.
Bei den Olympischen Winterspielen 2002 in Salt Lake City gewann sie mit der schwedischen Nationalmannschaft die Bronzemedaille im olympischen Eishockeyturnier und trug zu diesem Erfolg 2 Tore und 1 Torvorlage bei. Insgesamt hat Kristina Bergstrand 121 Länderspiele für die Nationalmannschaft absolviert, in denen sie 43 Tore erzielte.

## Erfolge und Auszeichnungen
- 1989 Silbermedaille bei der Europameisterschaft
- 1991 Silbermedaille bei der Europameisterschaft
- 1993 Silbermedaille bei der Europameisterschaft
- 1995 Silbermedaille bei der Europameisterschaft
- 2002 Bronzemedaille bei den Olympischen Winterspielen